# 六吉庄子遗址
六吉庄子遗址，位于山东省潍坊市诸城市朱解镇六吉庄子村，是中华人民共和国山东省文物保护单位之一。
2006年12月7日，授予山东省文物保护单位，是一座古遗址。